# 秀岩傅公祠
秀岩傅公祠，位于中华人民共和国广东省佛山市禅城区卫国路市三中学内，为佛山市市级文物保护单位，类型为近现代重要史迹及代表性建筑，公布时间为1998年4月30日。
秀岩傅公祠的历史年代为民国。